# Республика (Московская область)
Республика — деревня в Серпуховском районе Московской области. Основана в 1919 году Шибаевым Тимофеем Александровичем. Входит в состав Данковского сельского поселения (до 29 ноября 2006 года входила в состав Бутурлинского сельского округа).

## Население
| 2002 | 2006 | 2010 |
| ---- | ---- | ---- |
| 9    | ↘5   | ↘4   |

## География
Деревня Республика расположена примерно в 16 км (по шоссе) на юго-восток от Серпухова, на левом берегу Оки, высота центра деревни над уровнем моря — 117 м.